# 蠱戮金屬
蠱戮金屬（英語：Groove metal，又譯為律動金屬），也稱為後鞭金（post-thrash）或新鞭金（neo-thrash）是重金屬音樂中的一個子流派。通常被用來描述豹、強諫者和機械頭這類樂團的音樂風格。蠱戮金屬大多演奏中板的鞭擊金屬即興重覆段，強調音樂力道和富有律動感的切分音。吉他手通常彈奏低的切分音強力和弦與中等速度的吉他獨奏，有時會使用悶音技巧。音色通常較厚重、增強高頻與低頻的音量與失真效果，使音樂更有重量感。他們經常透過電晶體音箱來製造不對稱的諧和音，有時也使用真空管音箱。貝斯手也普遍使用失真效果，與大部分重金屬音樂相同，蠱戮金屬的貝斯聲線通常跟著節奏吉他的即興重覆段行進，有時也會為吉他即興重覆段或間奏開場。主唱風格則經常混合鞭擊金屬的吶喊、硬核龐克的吼腔、清腔和死亡金屬的死腔。鼓手通常是雙大鼓，強調如浪潮一般的連踩大鼓，但並非極端金屬所使用的疾踩。有一部分喜好節奏變換的樂團會運用不尋常的節奏以及複節奏。

## 特徵和起源
瑞士作家伊恩·克里斯蒂在他的書《野獸之聲：重金屬完全甩頭史》裡面認為，美國密蘇里州樂團國王十字是蠱戮金屬的起源，他們1988年的首張錄音室專輯《逃離這死寂的星球》影響了蠱戮金屬誕生，開始在吉他第6弦上降調。德州樂團豹在1990年發行了第五張錄音室專輯《地獄牛仔》，美國線上音樂資料庫Allmusic認為它對蠱戮金屬具有「開創性」和「定義風格藍圖」的意義。伊恩·克里斯蒂也認為，巴西樂團神碑的第五張錄音室專輯《混亂紀元》和豹將死亡金屬的特徵帶回鞭擊金屬，影響了後來的音樂發展。路易斯安那州樂團強諫者1990年的首張錄音室專輯《梵蒂岡大屠殺》和《地獄牛仔》同年發行，也被認為是第一波蠱戮金屬專輯之一。蠱戮金屬已經結合鞭擊金屬和跨界鞭擊金屬。紐約刺穿樂團的湯米·維克多表示，蠱戮金屬的音樂態度是源自於玩硬核龐克的壞頭殼樂團。蠱戮金屬大多是將吉它降弦後，演奏鞭擊金屬特徵的即興重覆段。如同前衛金屬一樣，這種風格非常注重金屬樂裡節奏的一面，主要是許多不規則的拍號和非典型的複節奏。主唱的歌聲通常都是在吶喊而不是真的在「唱歌」，採用吼腔和死腔為主，清腔很少出現。

## 代表樂團

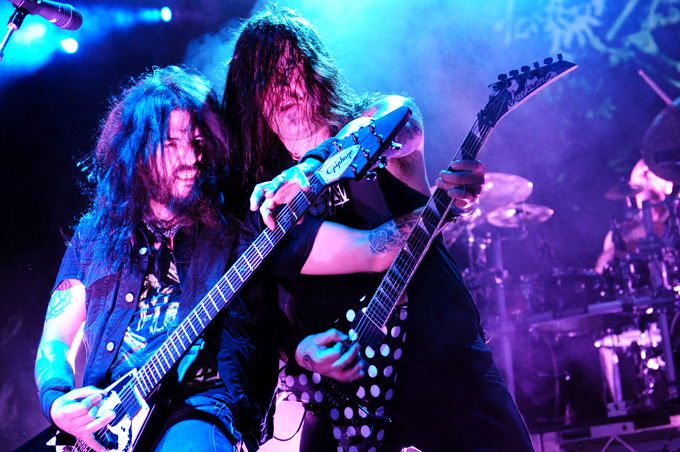
機械頭是蠱戮金屬的代表性樂團之一。

蠱戮金屬的代表性樂團包括機械頭、豹、強諫者、蒼白殭屍、恐懼工廠、國王十字、上帝羔羊、神碑、飛靈樂團、卡佬陰謀、哥斯拉樂團、喪家之犬、永不超生、拜占庭、約翰·布希時期的炭疽樂團、拾荒靈魂、德州嬉皮聯盟及五指死拳。1993年殲滅者樂團改簽走鵑唱片，該唱片公司開始推廣蠱戮金屬。在1990年，蠱戮金屬有時用來描述那些受到放克音樂影響的另類金屬樂團，例如加州樂團主教與洛杉磯樂團珍的嗜好。

## 對其他類型的影響
開拓蠱戮金屬的樂團例如豹（成立初期是華麗金屬和速度金屬）與神碑（成立初期是速度金屬與死亡金屬），他們為1990年代出現的新金屬奠定了基礎，到了2000年代影響到金屬核的誕生。新金屬是另類金屬下的子流派，他們除了融入嘻哈、饒舌和唱盤等非金屬樂元素，也擷取了降弦即興重覆段和蠱戮金屬的律動節奏，但是新金屬的吉他獨奏和複雜撥弦極少。金屬核則強調一般的重金屬音樂特徵，以及節奏較慢的強烈分解聯奏段落，這樣有利於現場表演時刺激觀眾進行衝撞。